# Jheronimus Vinders
Jheronimus Vinders talvolta citato anche come Vender o Venders, (fl. XVI secolo) è stato un compositore fiammingo del Rinascimento, attivo a Gand fra il 1525 ed il 1526. Fu un compositore minore della generazione seguente a Josquin Des Prez e compose una famosa lamentazione sulla morte del compositore.

## Biografia
Quasi nulla si conosce della sua vita ad eccezione del fatto che fu maestro del coro alla Cattedrale di San Bavone a Gand, fra il 1525 ed il 1526. La città era allora uno dei principali centri musicali del Rinascimento e ospitava molti compositori e cantori.

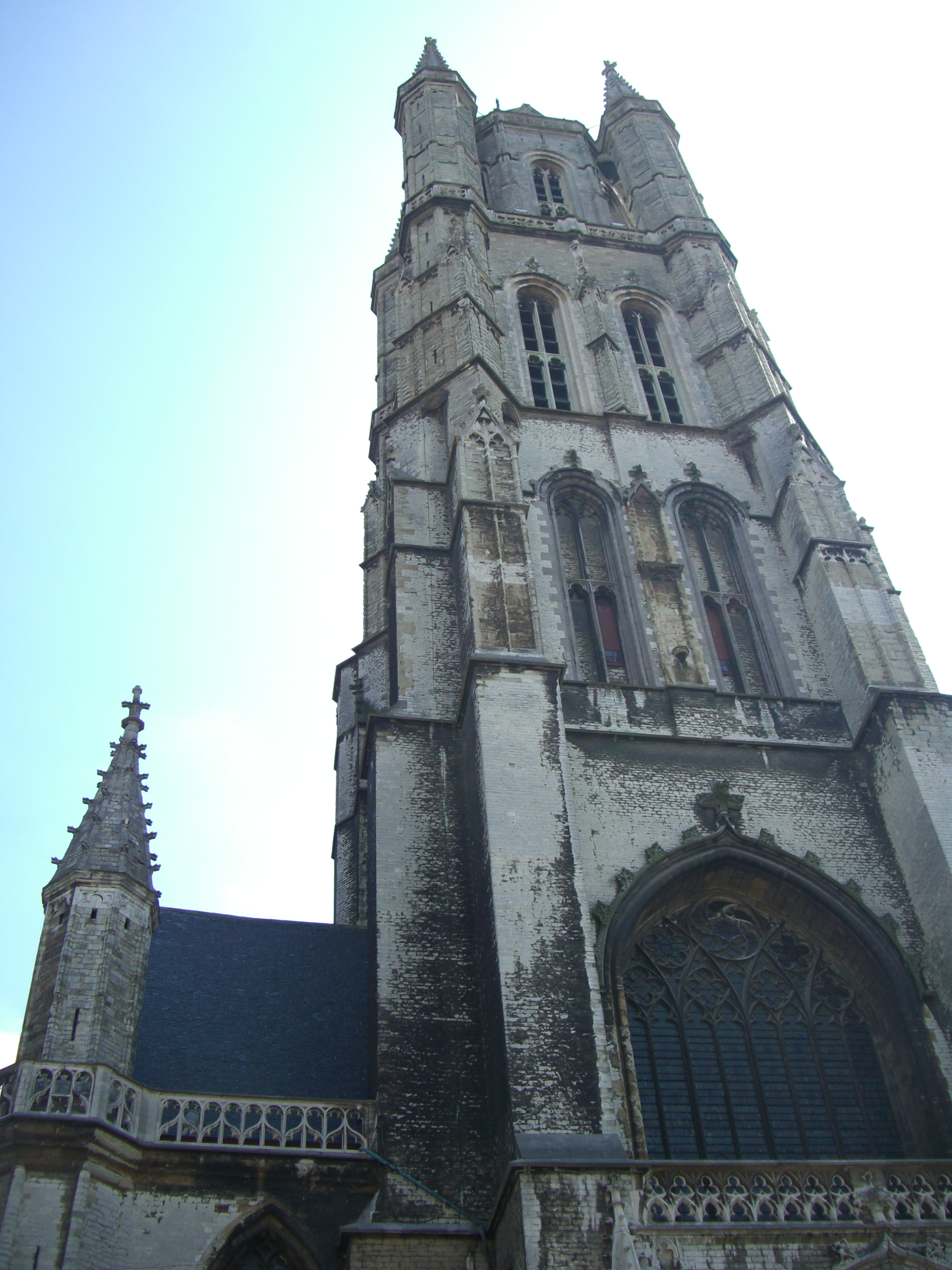
Nel 1525-6, Vinders fu maestro del coro alla cattedrale di San Bavone a Gand.

La musica di Vinders possiede sia la innovativa pervasività dell'imitazione, che caratterizzava le composizioni della generazione di  Gombert e Jacob Clemens non Papa, ed elementi conservatori come l'uso della tecnica del cantus firmus, che era passata di moda intorno al 1500 o anche prima. A volte porta combinati sia gli elementi conservatori che quelli progressisti nella stessa opera, come nella sua messa basata sul famoso brano Fors seulement, dove utilizza sia la tecnica della messa ciclica che quella della messa parodia (la tecnica della parodia doveva essere il metodo preferito di composizione di messe fino alla fine del secolo; essa utilizzava molte voci).
Vinders compose sia musica sacra che profana. Tutte le composizioni sono scritte in polifonia per voci; nessuna composizione strumentale è a noi pervenuta, o gli è stata attribuita. Quattro delle sue messe sono giunte a noi, tutte a cinque voci e tutte basate su melodie differenti. La Missa Fors seulement è basta sulla chanson di Antoine de Févin e Matthaeus Pipelare; la Missa Fit porta Christi pervia si basa su di un canto piano (cantus firmus); la Missa Myns liefkens bruyn ooghen utilizza il tema di una canzone profana fiamminga di Benedictus Appenzeller; infine la Missa Stabat mater utilizza il tema del mottetto di Josquin Des Prez, un compositore da lui ammirato. Anche otto dei suoi mottetti sono pervenuti, con scritture oscillanti fra le quattro e sette voci; il suo famoso O mors inevitabilis, una lamentazione sulla morte di Josquin des Prez, è per sette voci. Questo è uno dei suoi pezzi più registrati al giorno d'oggi, assieme alla gemella lamentazione di Gombert, Musae Jovis; essa è stata utilizzata nel 2005 come musica di sottofondo del videogioco, Civilization IV.
Le tre chanson note di Vinders, "Myns liefkens bruyn ooghen", "Och rat van aventueren" e "O wrede fortune", sono tutte in lingua fiammingo, suggerendo che questa dovesse essere la sua lingua natale; molti compositori dell'area composero chanson in francese, ma se Vinders ne scrisse, esse non ci sono pervenute. La musica profana è scritta a quattro e sei voci.